# نژادگرایی علمی
نژادگرایی علمی استفاده از روش‌های علمی برای تفاوت‌های بین نژادهای انسانی، اغلب در حمایت از جهان بینی‌های نژادگرایانه، یا برای معتبر ساختن آنها، معمولاً بر اساس اعتقاد به وجود و اهمیت دسته‌های نژادی — نوعاً با یک سلسله مراتب نژادهای برتر و پست — است. به عنوان یک لفظ، نژادگرایی علمی نماد نظریه‌های علمی منسوخی است که از انسان‌شناسی، (به خصوص انسان‌شناسی جسمانی مانند جمجمه‌سنجی)، اندام سنجی، جمجمه سنجی و سایر علوم برای ساختن گونه شناسیهای انسان شناسانه، و طبقه‌بندی انسانها به نژادهای بیولوژیک گسسته، و مانند آن، برای پیش برد برتری نژادی ایدئولوژیک، استفاده می‌کند، معروفترین نمونه‌ها تبلیغات رایش آلمان و جداسازی نژادی جیم کرو در بیشتر جنوب آمریکا است.

## سوگیری در یافته‌های علمی
گاهی، در یافته‌های علمی نیز، سوگیری‌های نژادپرستانه به چشم می‌خورد. از جمله:
- هوویت و اسو بمپاه (Howitt & Owusu _Bempah) (۱۹۹۰) شواهد و مدارک معتبری در ارتباط با وجودِ برخی تعصباتِ نژادی در روانشناسی ارائه کردند. آن‌ها پس از بررسیِ تمامیِ مباحثِ مجله‌های روانشناسی اجتماعی و کلینیکی بریتانیا طی سالهای ۱۹۶۲ تا ۱۹۸۰ با نهایتِ حیرت دریافتند که در بررسیِ شخصیتیِ افرادِ فرهنگ‌های غیر غربی از تست‌های غربی که هیچ تناسبی با فرهنگ‌های مذکور نداشتند استفاده شده‌است. همانطوری که آنها نشان داده‌اند: «هیچ تلاشی در جهتِ فهمِ ساختارهای شخصیتیِ فرهنگ‌های دیگر (مثلاً غنایی‌ها یا چینی‌ها) از طریقِ دیدگاه‌های موجود در همان فرهنگ‌ها صورت نگرفته‌است و آنچه ارائه شده‌است بررسی این فرهنگ‌ها با ملاک‌های غربی و نامربوط بوده‌است.»[۳]
- اوسو بمپاه و هویت (۱۹۹۴) مدارکِ آشکاری از تبعیضِ نژادی در متونِ مشهورِ روانشناسیِ آتکینسون، آتکینسون، اسمیت و بم (۱۹۹۳) یافتند. آنها نشان دادند که آتکینسون و دیگران، فرهنگ‌ها را بر مبنای غربی بودن یا غربی نبودن دسته‌بندی کرده‌اند. در تقسیم بندیِ آنها تمامیِ فرهنگ‌های غربی در یک گروه و بقیهٔ فرهنگ‌های جهان در گروه دیگر قرار می‌گیرند. آنها همچنین متوجه شدند که در بررسی قبایلِ آفریقایی هیچ گونه تلاشی جهتِ مشخص نمودنِ اینکه کدامیک از قبایلِ آفریقایی موردِ مطالعه هستند صورت نگرفته‌است. هوویت و اوسو بمپاه (۱۹۹۴) چنین نتیجه گرفتند: «آتکینسون و دیگران (۱۹۹۳) فرهنگ‌های دیگر را بر مبنای تکنولوژی و دستاوردهای فرهنگی اروپا و آمریکا ارزیابی کرده‌اند». به گفتهٔ آنها «فرهنگ‌هایی که دارای استانداردهای مستبدانهٔ اروپامحور نیستند اغلب با عناوینِ «ابتدایی»، «توسعه نیافته» یا در بهترین حالت، «در حال توسعه» توصیف می‌شوند. در این دسته‌بندیِ نژادپرستانه، تمامیِ اخلاقیات، آیین‌های قومی-مذهبی، و… نادیده انگاشته شده‌اند. این نوع نگرش نتیجه‌ای جز برتر شمردنِ سفیدپوستان و تاییدِ شیوه‌های زندگی آنها و از طرفِ دیگر محرومیتِ سیاه‌پوستان و دیگر اقلیت‌ها و تحقیر فرهنگِ ایشان به همراه نداشته‌است.»[۳]